# Scolops flavidus
Scolops flavidus är en insektsart som beskrevs av Breakey 1929. Scolops flavidus ingår i släktet Scolops och familjen Dictyopharidae. Inga underarter finns listade i Catalogue of Life.